# 1945年のMLBオールスターゲーム
1945年のMLBオールスターゲームは、アメリカンリーグとナショナルリーグの間で行われる13回目のオールスターゲームとなる予定であった。その試合は1945年7月10日にボストン・レッドソックスの本拠地フェンウェイ・パークで行われる予定だったが、第二次世界大戦によるアメリカ国内の旅行制限により中止となった。オールスターゲームの開催中止は現在まで含めてもこの年と2020年のみ。ボストンでの開催は翌年に持ち越しとなった。

## 凡例
- 表中の守備の項は守備位置を示し以下の略記で示す。
P:投手 C:捕手 1B:一塁手 2B:二塁手 SS:遊撃手 3B:三塁手 RF:右翼手 CF:中堅手 LF:左翼手 OF:外野手
- 表中のチーム名の略称についてはチームの表記参照。

## 非公式選出選手
MLBでの投票による選出はなかったが、AP通信によって各チームの監督16人のうち13人の監督の投票で選出された。投票に参加しなかったのはニューヨーク・ヤンキースのジョー・マッカーシー監督、セントルイス・ブラウンズのルーク・シーウェル監督およびセントルイス・カージナルスのビリー・サウスワース監督の3人で、このうち2人はこのオールスターゲームで両軍を指揮する予定だった。
| 守備 | 選手（チーム）                   | 選出 |
| ---- | -------------------------------- | ---- |
| P    | ハンク・ボロウィー (NYY)         | 2    |
| P    | ラス・クリストファー (PHA)       | 初   |
| P    | デーブ・フェリース (BOS)         | 初   |
| P    | スティーブ・グローミック (CLE)   | 初   |
| P    | ジャック・クレイマー (SLA)       | 初   |
| P    | ソーントン・リー (CWS)           | 2    |
| P    | ダッチ・レナード (WS1)           | 4    |
| P    | ハル・ニューハウザー (DET)       | 4    |
| P    | アリー・レイノルズ (CLE)         | 初   |
| C    | リック・フェレル (WS1)           | 8    |
| C    | フランキー・ヘイズ (CLE)         | 5    |
| C    | マイク・トレッシュ (CWS)         | 初   |
| 1B   | ニック・エッテン (NYY)           | 初   |
| 1B   | ジョージ・マッククイン (SLA)     | 5    |
| 2B   | エディー・メヨ (DET)             | 初   |
| 2B   | スナッフィー・スタンワイス (NYY) | 初   |
| 3B   | トニー・クッチネーロ (CWS)       | 3    |
| 3B   | オスカー・グライムス (NYY)       | 初   |
| SS   | ルー・ブードロー (CLE)           | 6    |
| SS   | バーン・スティーブンス (SLA)     | 3    |
| OF   | ジョージ・ケース (WS1)           | 4    |
| OF   | ドク・クレイマー (DET)           | 6    |
| OF   | ハンク・グリーンバーグ (DET)     | 5    |
| OF   | ボブ・ジョンソン (BOS)           | 8    |
| OF   | ウォーリー・モーゼス (CWS)       | 2    |

| 守備 | 選手（チーム）                 | 選出 |
| ---- | ------------------------------ | ---- |
| P    | レッド・バーレット (STL)       | 初   |
| P    | モート・クーパー (BSN)         | 3    |
| P    | ハル・グレッグ (BRO)           | 初   |
| P    | バン・マンゴー (NYG)           | 4    |
| P    | クラウド・パッソー (CHC)       | 5    |
| P    | プリーチャー・ロー (PIT)       | 初   |
| P    | リップ・シーウェル (PIT)       | 3    |
| P    | ハンク・ワイズ (CHC)           | 初   |
| C    | アーニー・ロンバルディ (NYG)   | 8    |
| C    | フィル・マシー (BSN)           | 初   |
| C    | ケン・オーデア (STL)           | 初   |
| 1B   | フィル・カバレッタ (CHC)       | 2    |
| 1B   | フランク・マコーミック (CIN)   | 8    |
| 2B   | ドン・ジョンソン (CHC)         | 2    |
| 2B   | エミル・バーバン (STL)         | 初   |
| 3B   | ボブ・エリオット (PIT)         | 4    |
| 3B   | スタン・ハック (CHC)           | 5    |
| 3B   | ホワイティ・クロースキー (STL) | 3    |
| SS   | マーティ・マリオン (STL)       | 3    |
| OF   | トミー・ホームズ (BSN)         | 初   |
| OF   | ビル・ニコルソン (CHC)         | 5    |
| OF   | メル・オット (NYG)             | 12   |
| OF   | アンディ・パフコ (CHC)         | 初   |
| OF   | グッディ・ローゼン (BRO)       | 初   |
| OF   | ディクシー・ウォーカー (BRO)   | 3    |